# Tańcowała igła z nitką
Tańcowała igła z nitką – pierwszy tom wierszy dla dzieci Jana Brzechwy, wydany w roku 1938 przez Wydawnictwo Jakuba Mortkowicza. Rok później ukazała się Kaczka dziwaczka.
Zawartość tomu: Nie pieprz Pietrze, Tańcowała igła z nitką, Stonoga, Katar, Indyk, Żuraw i czapla, Śledź, Globus, Żuk, Kłótnia rzek, Rak, Żółwie i krokodyle, Pomidor, Na straganie, Krasnoludki, Jeż, Tydzień, W ZOO, Rzepa i miód, Sum, Sroka.
12 lutego 1949 roku książka została ocenzurowana.